# دير ريلا
دير ريلا أو دير القديس إيفان (بالبلغاريَّة: Рилски манастир) هو أكبر وأشهر دير أرثوكسي شرقي في بلغاريا. ويَقع في جبال ريلا جنوب غرب بلغاريا. على بُعد 117 كم إلى الجنوب من العاصمة صوفيا في وادي عميق من نهر ريلسكا، على ارتفاع (1,147 م) عن سطح البحر. سُميَ الدير باسم مؤَسِسِه القِديس إيفان (876 - 946).
أصّبَح الدير من مواقع التراث العالمي لليونيسكو سنة 1983. وقد تأسس الدير في القرن العاشر الميلادي، ويُعد من المَعالم الثقافية والتاريخية والمِعمارية الأهم في بلغاريا. وهي مَنطِقة جَذب سياحي رئيسي في بلغاريا وجنوب أوروبا. ووضِع صورة للدير على ظهر ورقة 1 ليف بلغاري التي صَّدرت سنة 1999.

## التاريخ

أيقونة يوحنا الإنجيلي على الطراز البيزنطي من القرن الرابع عشر.

يٌعتقد تَقليديًا أن الدير تأسس على يد الناسك القديس إيفان، خلال حُكم التسار بيتر الأول إمبراطور بلغاريا (927 - 968). كان يَعيش الناسك في كَهف دون أي ممتلكات مادية في مكان ليس بعيد عن موقع الدير، في حين تم بناء الدير من قِبل طلابِه، اللذين جاءوا إلى الجبال لتلقي تَعليمَهُم.
دُمرّ هذا التجمّع في حَريق ضخم نَشب في مَطلع القرن التاسع عشر، ثُم أعيد بِناؤه بين عامَي (1834 - 1862).

## إنظر أيضاً
- كنيسة بويانا.
- كنيسة القديسة صوفيا.
- كنيسة القديس ديمتريوس.

## أعلام
- بوريس الثالث ملك بلغاريا